# Айморе Морейра
Айморе Морейра (порт. Aymoré Moreira; 24 квітня 1912, Мірасема — 26 липня 1998, Салвадор) — бразильський футболіст, що грав на позиції флангового півзахисника, воротаря. По завершенні ігрової кар'єри — тренер, найбільш відомий роботою з національною збірною Бразилії, яка під його керівництвом виграла чемпіонату світу 1962 року.
Виступав, зокрема, за клуби «Палестра-Італія» та «Ботафогу», а також національну збірну Бразилії.
Дворазовий переможець Ліги Пауліста. Переможець Ліги Каріока. Володар Кубка Бразилії (як тренер). Переможець Ліги Пауліста (як тренер).

## Клубна кар'єра
Починав грати у футбол на правому фланзі атаки, згодом перекваліфікувався у воротаря. У дорослому футболі дебютував 1932 року виступами за команду клубу «Америка» (Ріо-де-Жанейро). 
Своєю грою за цю команду привернув увагу представників тренерського штабу клубу «Палестра-Італія», до складу якого приєднався 1934 року. Відіграв за команду з Сан-Паулу наступні три сезони своєї ігрової кар'єри.
Згодом з 1937 по 1941 рік грав у складі команд клубів «Ботафого» та «Флуміненсе».
1941 року повернувся до клубу «Ботафого», за який відіграв 5 сезонів. Завершив професійну кар'єру футболіста виступами за команду «Ботафогу» 1946 року.

## Виступи за збірну
1940 року дебютував в офіційних матчах у складі національної збірної Бразилії. Загалом протягом року провів у формі головної команди країни 3 матчі, пропустивши 11 голів. Після того в офіційних іграх за збірну участі не брав, хоча й включався до її складу для участі в розіграші Кубка Америки 1942 року, на якому бразильці здобули бронзові нагороди.

## Кар'єра тренера
Розпочав тренерську кар'єру невдовзі по завершенні кар'єри гравця, 1948 року, очоливши тренерський штаб клубу «Оларія».
Надалі очолював команди клубів «Бангу», «Сан-Крістован», «Палмейрас», «Сантус», «Португеза Деспортос» та «Сан-Паулу».
1953 року уперше ненадовго очолив тренерський штаб збірної Бразилії, якою керував на розіграші тогорічного Кубка Америки у Перу, де команда здобула «срібло». Згодом знову очолив «Палмейрас», з яким працював протягом 1954-1957 років.
1961 року удруге став головним тренером збірної Бразилії, змінивши на цій посаді Вісенте Феолу, автора першого тріумфу бразильців на чемпіонатах світу — переможця мундіалю 1958 року. Морейра отримав завдання захисту титулу найсильнішої збірної світового футболу та зробив ставку на гравців чемпіонської команди Феоли, змінивши лише декількох вікових захисників. Попри втрату через травму по ходу турніру своєї головної «зірки» Пеле, бразильці впвевнено провели чемпіонат, і Морейра став другим тренером, що приводив Бразилію до звання чемпіонів світу. Наступного року тренував збірну Бразилії на розіграші Кубка Америки 1963 року у Болівії, де в складі бразильців не було жодного чемпіона світу попереднього року і вони не потрапили навіть до трійки призерів. Того ж 1963 року Морейра поступився місцем керманича тренерського штабу збірної все тому ж Феолі і сконцентрувався на роботі з клубними командами.
Згодом протягом 1967-1968 років суміщав роботу у «Фламенго» з роботою у збірній Бразилії, проте його третій прихід до національної команди особливими успіхами не увінчався. З клубними командами Бразилії працював до середини 1980-х. Протягом перщої половини 1970-х пробував свої сили в європейському футболі — очолював португальські «Боавішту» і «Порту», а згодом працював з грецьким «Панатінаїкосом».
Останнім місцем тренерської роботи був клуб «Катуенсе», головним тренером команди якого Айморе Морейра був 1984 року.

## Досягнення

### Як гравця
- Переможець Ліги Пауліста:

«Палестра-Італія»: 1934, 1936
- Переможець Ліги Каріока:

«Флуміненсе»:  1941
- Бронзовий призер Чемпіонату Південної Америки: 1942

### Як тренера
- Чемпіон світу:

1962
- Володар Кубка Бразилії:

«Палмейрас»:  1967
- Переможець Ліги Пауліста:

«Сан-Паулу»:  1953